# フェリックス・ヌスバウム
フェリックス・ヌスバウム（Felix Nussbaum、1904年12月11日 - 1944年8月9日）は、ユダヤ系ドイツ人のシュールレアリスムの画家である。1944年にアウシュヴィッツ強制収容所で殺害された。

## 略歴
ドイツ、ニーダーザクセン州のオスナブリュックの金属を扱うユダヤ系の商人の息子に生まれた。芸術を愛する家族の出身で、父親はアマチュア画家で、フィンセント・ファン・ゴッホの作品を賞賛していた。家族は夏を北海のドイツ領の島、ノルダーナイ島やベルギーの海岸の街、オーステンデで過ごしていた。父親の影響で、ヌスバウムは絵に強い関心をもった。
1922年からハンブルクの美術学校で学び始めるが、1923年の夏にはベルリンの美術学校（Vereinigten Staatsschulen für Freie und Angewandte、後のベルリン芸術大学）に移った。パウル・プロンケ(Paul Plontke: 1884-1966)やセザール・クライン(César Klein: 1876–1954) に学びハンス・マイト(Hans Meid: 1883-1957)の修士学生となり1929年に卒業した。1929年にベルリンの画廊で最初の個展を開いた。
作品の傾向はゴッホのスタイルから、アンリ・ルソーやジョルジョ・デ・キリコ、カール・ホーファーといった画家に関心が移っていった。この頃後に結婚することになるポーランド人画家、フェリカ・プラテック(Felka Płatek: 1899-1944)と知り合った。1928年にゴッホの影響から離れるためにゴッホが最後に活動したフランス南部を旅したとされる。

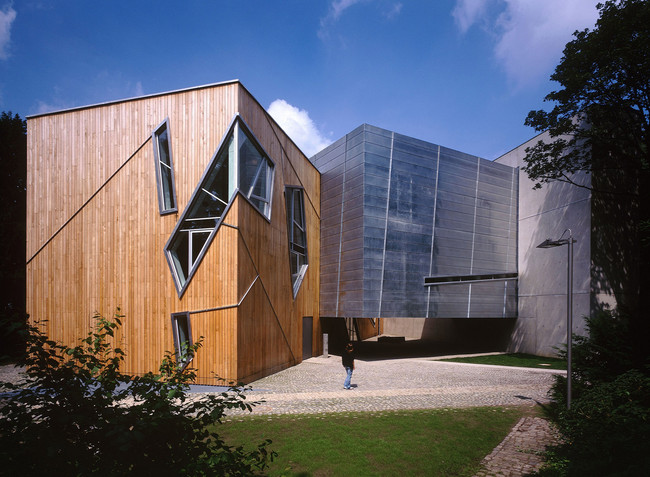
フェリックス＝ヌスバウム＝ハウス

ベルリンにスタジオを開き、画家として働き始め1932年にVilla Massimo Prizeを受賞し、ローマでの奨学金を得て、1932年10月にローマに移った。アドルフ・ヒトラーが1933年にドイツで権力を握ったため、ヌスバウムはドイツに戻って活動することはできなくなった。ローマからスイス、フランスを経由してベルギーのオーステンデで観光ビザで滞在した。フェリカ・プラテックと再会し、1937年9月に2人はオステンドを離れてブリュッセルに移り、10月に結婚した。ベルギー人彫刻家と友達になり、展覧会に出展し、1938年にパリで開かれた「自由ドイツ展(Freie Deutsche Kunst)」にも参加した。第二次世界大戦が始まると、ベルギーの市民権のないドイツ人として、南フランスのサン＝シプリアンの収容所に収容された。フランス降伏の後、脱出しブリュッセルに逃れ、4年間ブリュッセルに潜伏していたが、1944年6月20日にドイツ軍に逮捕され、7月31日にアウシュヴィッツ強制収容所に送られヌスバウムとプラテックは、8月2日にガス室で殺害された。
しばらく忘れられた画家となっていたが、1970年代に再発見され第二次世界大戦中に描いた作品も評価された。生誕地のオスナブリュック市では1980年代からヌスバウムに対する顕彰や作品の収集を始め、ヌスバウム作品を集めた個人美術館であるフェリックス・ヌスバウム美術館（フェリックス・ヌスバウム・ハウス）が1998年に開館した。建物の設計は、ベルリン・ユダヤ博物館の設計も手掛けたダニエル・リベスキンドによる。

## 作品

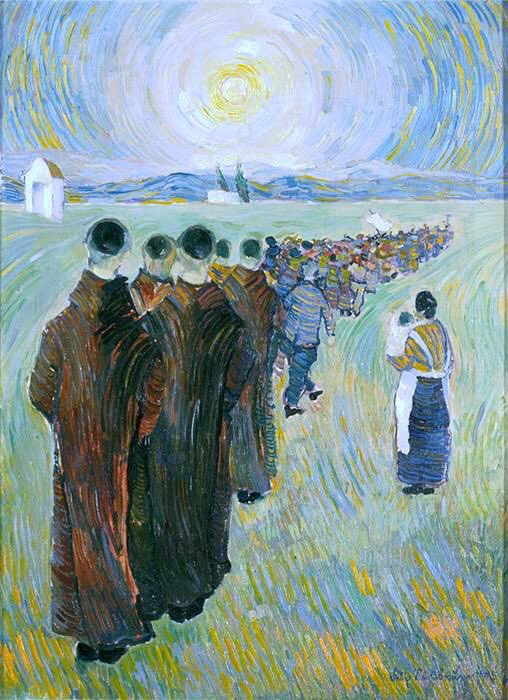
グリュッソーを偲んで(1925)
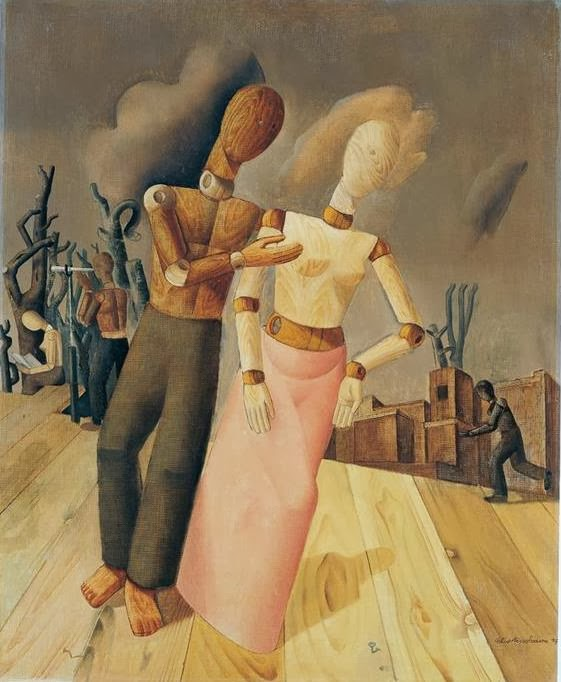
人形(1943)
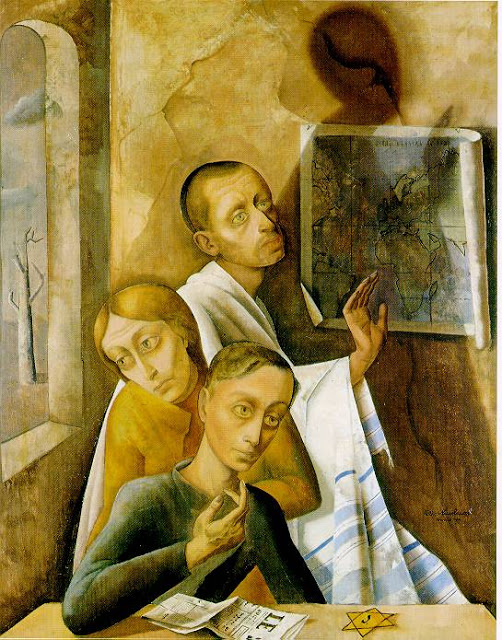
3人の人物(1944)
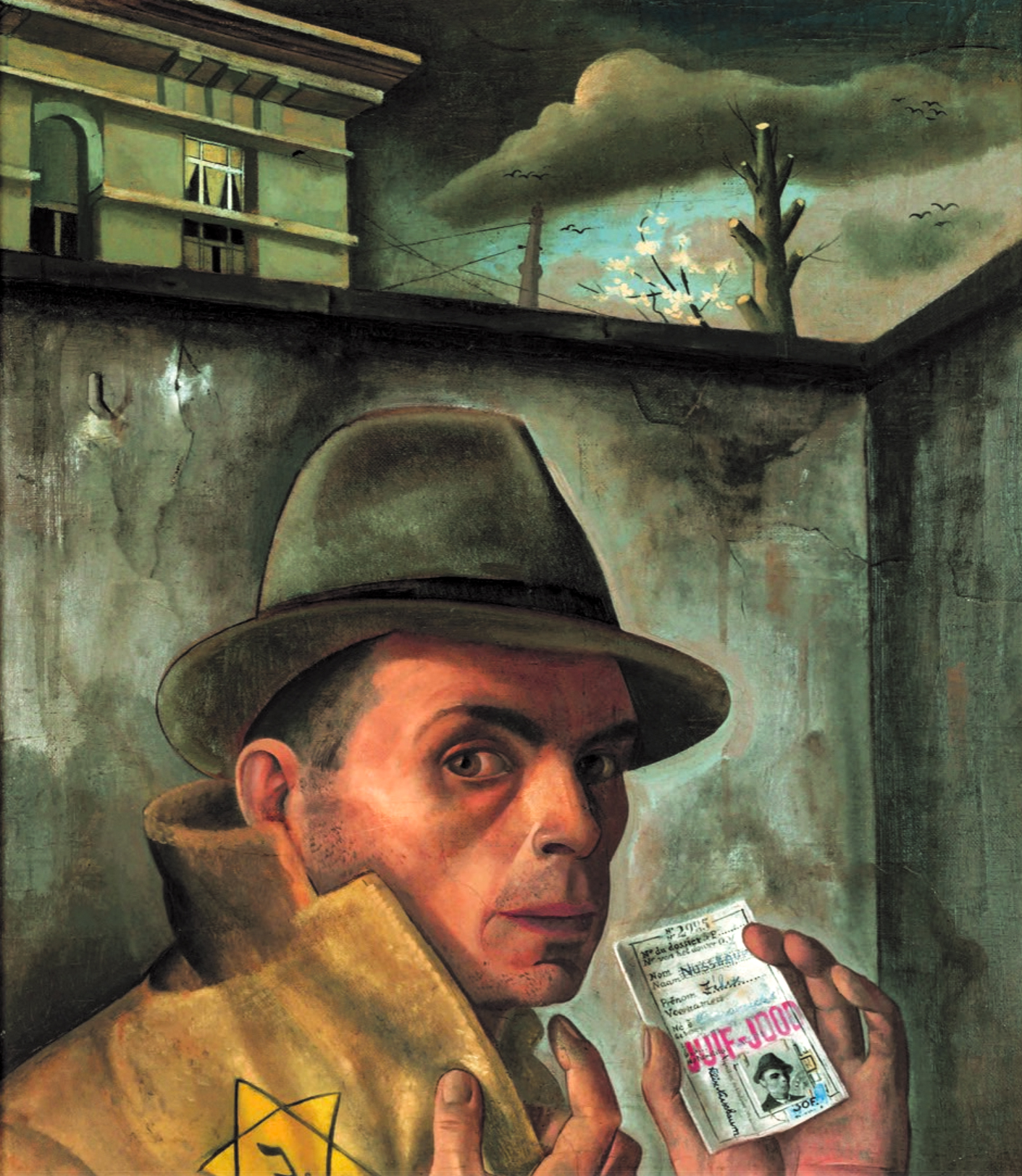
パスポートを持った自画像(c.1944)

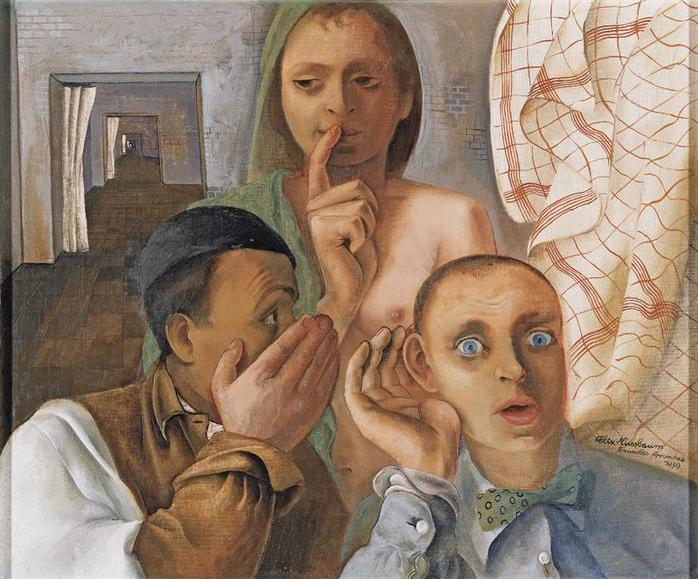
秘密(1939)
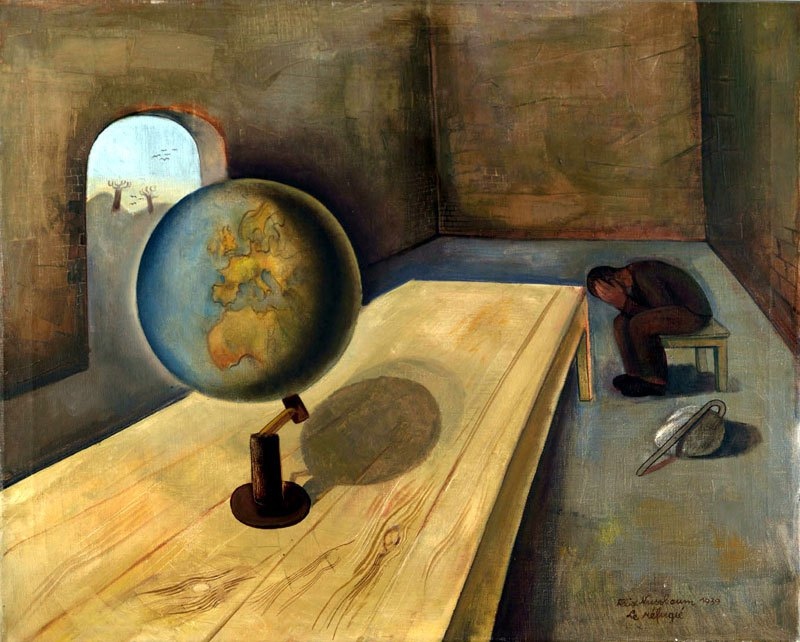
避難者(1939)
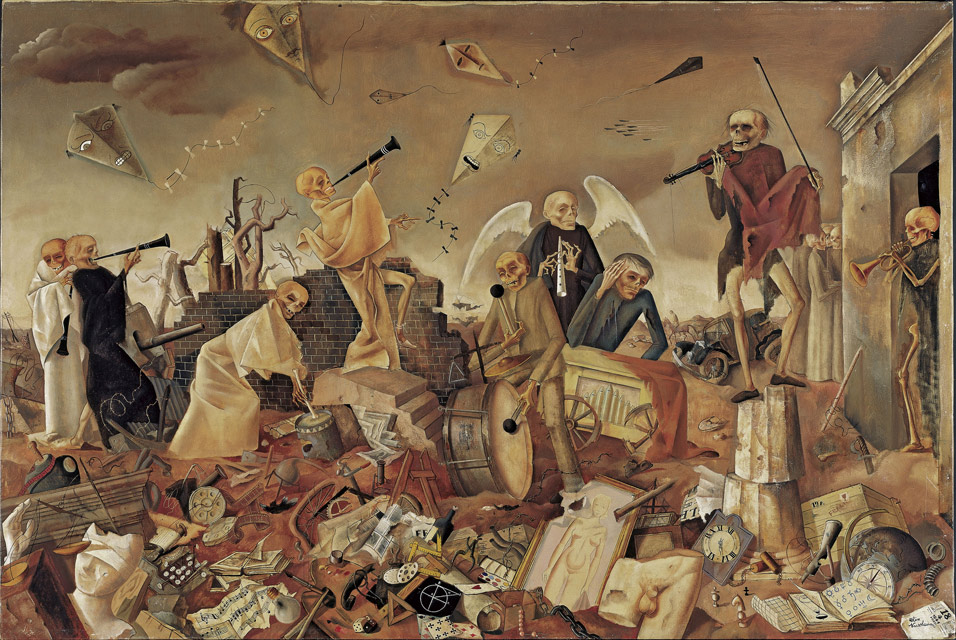
死の勝利(1944)